# 黎敬宗
黎敬宗（越南语：／；1588年—1619年6月23日（弘定二十年五月十二）），名黎维新（越南语：／），他是越南后黎朝第十七代皇帝，1599年—1619年在位。

## 生平

### 權臣擁立
黎敬宗是黎世宗的第二个儿子。1599年，三十二岁的黎世宗去世，權臣鄭松以皇太子黎维持不聰明為由，奉11岁的皇次子黎维新继位，是為黎敬宗。
黎敬宗在位期間，鄭松總攬一切朝政，除了一些郊祀禮儀外，黎敬宗只是個傀儡而已。鄭松又把女兒鄭氏玉楨嫁給了黎敬宗當皇后，生黎維祺（即後來的神宗），但黎敬宗對鄭松的專權僭越非常不滿。

### 奪權身死
1619年，黎敬宗与權臣郑松之子郑椿合谋，计划在鄭松回京途中杀死郑松並夺回皇权。但暗殺者失誤了，射中了乘坐的象，郑松逮捕暗殺者進行拷問，方知是黎敬宗與鄭椿的陰謀，遂胁迫黎敬宗自缢而死。隨後鄭松拥立敬宗长子黎维祺为帝，是为黎神宗。
根據《欽定越史通鑑綱目》記載，由於黎敬宗圖謀暗殺鄭松，因此鄭松拒絕給他上廟號，只上諡號簡輝帝，並不准將其靈位祭祀於太廟。直到1632年，由於他是黎神宗生父的緣故，鄭梉同意將其附於太廟祭祀，並追諡他為敬宗显仁裕庆绥福惠皇帝。

## 評價
《大越史記全書》:「帝容貌雄偉，繼體守成，而天下晏然，然偏聽邪謀，致有不祥之事，良可悲夫。」

## 年号
- 慎德 1600年
- 弘定 1600年—1619年

## 后代
- 神宗渊皇帝黎维祺
- 云岭公黎维祜
- 汉阳公黎维袏
- 黎氏玉祥
- 黎氏玉□

## 備註
1. ↑  《黎朝帝王事業》作簡徽顯仁裕慶帝[10]，又作簡徽裕慶帝[11]。